# Distretto di Chuanying
Il distretto di Chuanying (船营区S, Chuányíng QūP) è un distretto della Cina, situato nella provincia di Jilin e amministrato dalla prefettura di Jilin.